# Territorio del Noroeste
El Territorio del Noroeste (en inglés Northwest Territory), también conocido como Viejo Noroeste y como Territorio del Noroeste de Ohio, fue un territorio de los Estados Unidos de América, anexionado como parte del acuerdo que dio fin a la Revolución estadounidense de 1776, que ganaron los patriotas. El territorio se creó oficialmente en el Congreso Estadounidense el 13 de julio de 1787. En sus orígenes, abarcaba los actuales estados de Ohio, Indiana, Illinois, Míchigan y Wisconsin, así como el este de Minnesota. La región tenía más de 673 000 kilómetros cuadrados. El territorio fue reivindicado por Nueva York, Massachusetts, Connecticut y Virginia.